# Mareuil-Caubert
Mareuil-Caubert település Franciaországban, Somme megyében. Lakosainak száma 828 fő (2022. január 1.). Mareuil-Caubert Épagne-Épagnette, Yonval, Abbeville, Bray-lès-Mareuil, Eaucourt-sur-Somme, Huchenneville és Moyenneville községekkel határos.

## Népesség
A település népességének változása:
| Lakosok száma | 860  | 830  | 954  | 825  | 831  | 836  | 832  | 829  | 828  |
|               | 2013 | 2015 | 2016 | 2017 | 2018 | 2019 | 2020 | 2021 | 2022 |